# 阿历克塞二世 (特拉比松帝国)

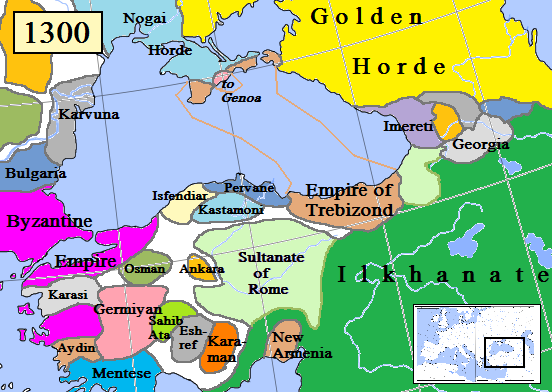
阿歷克塞二世在位時帝國的疆域

阿歷克塞二世·梅加斯·科穆寧（希臘語：Αλέξιος Β΄ Μέγας Κομνηνός，拉丁化：Alexios II Megas Komnēnos，1282年9月或12月－1330年5月3日），是特拉比松帝國的君主（1297年8月16日－1330年5月3日在位）。他是前任皇帝约翰二世和尤多琪亞·帕里奧洛吉娜所生的長子。在他在位期間，帝國的疆域達到最鼎盛的時期。
1297年，時年14歲的阿歷克塞以長子的身份繼承其父的皇位。在他上任期間，他停止搶掠土耳其人的財產，並一度控制熱那亞共和國和威尼斯共和國等地區。1330年阿歷克塞因黑死病逝世後，帝國開始陷入內亂和衰落。